# Croatia Open Umag 2002 - Qualificazioni singolare
Le qualificazioni del singolare  del Croatia Open Umag 2002 sono state un torneo di tennis preliminare per accedere alla fase finale della manifestazione. I vincitori dell'ultimo turno sono entrati di diritto nel tabellone principale. In caso di ritiro di uno o più giocatori aventi diritto a questi sono subentrati i lucky loser, ossia i giocatori che hanno perso nell'ultimo turno ma che avevano una classifica più alta rispetto agli altri partecipanti che avevano comunque perso nel turno finale.
Le qualificazioni del torneo Croatia Open Umag 2002 prevedevano 32 partecipanti di cui 4 sono entrati nel tabellone principale.

## Teste di serie
1. David Ferrer (Qualificato)
2. Marc López (Qualificato)
3. Renzo Furlan (ultimo turno)
4. Vasilīs Mazarakīs (Qualificato)

1. Victor Hănescu (Qualificato)
2. Lovro Zovko (primo turno)
3. Diego Moyano (secondo turno)
4. Gorka Fraile (primo turno)

## Qualificati
1. David Ferrer
2. Marc López

1. Victor Hănescu
2. Vasilīs Mazarakīs

## Tabellone

### Legenda
| - Q = Qualificato - WC = Wild card - LL = Lucky loser | - ALT = Alternate - SE = Special Exempt - PR = Protected Ranking | - w/o = Walkover - r = Ritirato - d = Squalificato |

### Sezione 1
|  | Primo turno     | Primo turno       | Primo turno       | Primo turno | Primo turno |  |  | Secondo turno     | Secondo turno     | Secondo turno     | Secondo turno | Secondo turno |   |   | Ultimo turno | Ultimo turno | Ultimo turno | Ultimo turno | Ultimo turno |  |
|  |                 |                   |                   |             |             |  |  |                   |                   |                   |               |               |   |   |              |              |              |              |              |  |
|  | 1               | David Ferrer      | David Ferrer      | 6           | 6           |  |  |                   |                   |                   |               |               |   |   |              |              |              |              |              |  |
|  |                 | Marc Marco-Ripoll | Marc Marco-Ripoll | 3           | 3           |  |  | 1                 | David Ferrer      | David Ferrer      | 6             | 6             |   |   |              |              |              |              |              |  |
|  | Tomáš Cakl      | Tomáš Cakl        | Tomáš Cakl        | 6           | 6           |  |  |                   | Tomáš Cakl        | Tomáš Cakl        | 4             | 0             |   |   |              |              |              |              |              |  |
|  | Alberto Koffman | Alberto Koffman   | Alberto Koffman   | 3           | 0           |  |  |                   |                   |                   |               |               |   |   | 1            | David Ferrer | David Ferrer | 6            | 6            |  |
|  | Ivan Vajda      | Ivan Vajda        | Ivan Vajda        | 7           | 6           |  |  |                   |                   |                   | Ivan Vajda    | Ivan Vajda    | 3 | 3 |              |              |              |              |              |  |
|  | Marzio Martelli | Marzio Martelli   | Marzio Martelli   | 5           | 2           |  |  | Ivan Vajda        | Ivan Vajda        | Ivan Vajda        | 7             | 7             |   |   |              |              |              |              |              |  |
|  |                 | Ignacio Hirigoyen | Ignacio Hirigoyen | 7           | 7           |  |  | Ignacio Hirigoyen | Ignacio Hirigoyen | Ignacio Hirigoyen | 64            | 62            |   |   |              |              |              |              |              |  |
|  | 6               | Lovro Zovko       | Lovro Zovko       | 62          | 5           |  |  |                   |                   |                   |               |               |   |   |              |              |              |              |              |  |

### Sezione 2
|  | Primo turno        | Primo turno        | Primo turno        | Primo turno | Primo turno |  |  | Secondo turno   | Secondo turno   | Secondo turno   | Secondo turno  | Secondo turno  |   |   | Ultimo turno | Ultimo turno | Ultimo turno | Ultimo turno | Ultimo turno |  |
|  |                    |                    |                    |             |             |  |  |                 |                 |                 |                |                |   |   |              |              |              |              |              |  |
|  | 2                  | Marc López         | Marc López         | 7           | 6           |  |  |                 |                 |                 |                |                |   |   |              |              |              |              |              |  |
|  |                    | Philipp Mullner    | Philipp Mullner    | 65          | 0           |  |  | 2               | Marc López      | Marc López      | 7              | 7              |   |   |              |              |              |              |              |  |
|  | Ján Krošlák        | Ján Krošlák        | Ján Krošlák        | 6           | 6           |  |  |                 | Ján Krošlák     | Ján Krošlák     | 5              | 5              |   |   |              |              |              |              |              |  |
|  | Ivan Stelko        | Ivan Stelko        | Ivan Stelko        | 4           | 3           |  |  |                 |                 |                 |                |                |   |   | 2            | Marc López   | Marc López   | 6            | 6            |  |
|  | Mariano Delfino    | Mariano Delfino    | Mariano Delfino    | 6           | 6           |  |  |                 |                 |                 | Ionuț Moldovan | Ionuț Moldovan | 3 | 2 |              |              |              |              |              |  |
|  | Herbert Wiltschnig | Herbert Wiltschnig | Herbert Wiltschnig | 3           | 3           |  |  | Mariano Delfino | Mariano Delfino | Mariano Delfino | 3              | 3              |   |   |              |              |              |              |              |  |
|  |                    | Ionuț Moldovan     | 1                  | 6           | 7           |  |  | Ionuț Moldovan  | Ionuț Moldovan  | Ionuț Moldovan  | 6              | 6              |   |   |              |              |              |              |              |  |
|  | 8                  | Gorka Fraile       | 6                  | 1           | 63          |  |  |                 |                 |                 |                |                |   |   |              |              |              |              |              |  |

### Sezione 3
|  | Primo turno       | Primo turno       | Primo turno       | Primo turno | Primo turno |  |  | Secondo turno | Secondo turno     | Secondo turno     | Secondo turno  | Secondo turno |    |   | Ultimo turno | Ultimo turno | Ultimo turno | Ultimo turno | Ultimo turno |  |
|  |                   |                   |                   |             |             |  |  |               |                   |                   |                |               |    |   |              |              |              |              |              |  |
|  | 3                 | Renzo Furlan      | Renzo Furlan      | 6           | 6           |  |  |               |                   |                   |                |               |    |   |              |              |              |              |              |  |
|  |                   | José de Armas     | José de Armas     | 2           | 3           |  |  | 3             | Renzo Furlan      | Renzo Furlan      | 6              | 6             |    |   |              |              |              |              |              |  |
|  | Jaroslav Levinský | Jaroslav Levinský | 4                 | 6           | 6           |  |  |               | Jaroslav Levinský | Jaroslav Levinský | 3              | 2             |    |   |              |              |              |              |              |  |
|  | Roko Karanušić    | Roko Karanušić    | 6                 | 3           | 3           |  |  |               |                   |                   |                |               |    |   | 3            | Renzo Furlan | 3            | 7            | 1            |  |
|  | František Čermák  | František Čermák  | František Čermák  | 6           | 6           |  |  |               |                   | 5                 | Victor Hănescu | 6             | 65 | 6 |              |              |              |              |              |  |
|  | Christian Kordasz | Christian Kordasz | Christian Kordasz | 2           | 3           |  |  |               | František Čermák  | František Čermák  | 6(1)           | 3             |    |   |              |              |              |              |              |  |
|  | 5                 | Victor Hănescu    | Victor Hănescu    | 6           | 6           |  |  | 5             | Victor Hănescu    | Victor Hănescu    | 7              | 6             |    |   |              |              |              |              |              |  |
|  |                   | Fernando Verdasco | Fernando Verdasco | 3           | 2           |  |  |               |                   |                   |                |               |    |   |              |              |              |              |              |  |

### Sezione 4
|  | Primo turno        | Primo turno        | Primo turno        | Primo turno | Primo turno |  |  | Secondo turno | Secondo turno     | Secondo turno     | Secondo turno   | Secondo turno   |   |   | Ultimo turno | Ultimo turno      | Ultimo turno      | Ultimo turno | Ultimo turno |  |
|  |                    |                    |                    |             |             |  |  |               |                   |                   |                 |                 |   |   |              |                   |                   |              |              |  |
|  | 4                  | Vasilīs Mazarakīs  | Vasilīs Mazarakīs  | 6           | 6           |  |  |               |                   |                   |                 |                 |   |   |              |                   |                   |              |              |  |
|  |                    | Andrés Schneiter   | Andrés Schneiter   | 4           | 2           |  |  | 4             | Vasilīs Mazarakīs | Vasilīs Mazarakīs | 6               | 6               |   |   |              |                   |                   |              |              |  |
|  | Nicolás Todero     | Nicolás Todero     | Nicolás Todero     | 6           | 6           |  |  |               | Nicolás Todero    | Nicolás Todero    | 3               | 1               |   |   |              |                   |                   |              |              |  |
|  | Massimo Dell'Acqua | Massimo Dell'Acqua | Massimo Dell'Acqua | 2           | 4           |  |  |               |                   |                   |                 |                 |   |   | 4            | Vasilīs Mazarakīs | Vasilīs Mazarakīs | 6            | 6            |  |
|  | Stefano Cobolli    | Stefano Cobolli    | Stefano Cobolli    | 6           | 6           |  |  |               |                   |                   | Stefano Cobolli | Stefano Cobolli | 4 | 3 |              |                   |                   |              |              |  |
|  | Nejc Smole         | Nejc Smole         | Nejc Smole         | 3           | 3           |  |  |               | Stefano Cobolli   | Stefano Cobolli   | 6               | 6               |   |   |              |                   |                   |              |              |  |
|  | 7                  | Diego Moyano       | Diego Moyano       | 6           | 6           |  |  | 7             | Diego Moyano      | Diego Moyano      | 2               | 2               |   |   |              |                   |                   |              |              |  |
|  |                    | Daniel Vacek       | Daniel Vacek       | 0           | 2           |  |  |               |                   |                   |                 |                 |   |   |              |                   |                   |              |              |  |